# Coniesta
Coniesta là một chi bướm đêm thuộc họ Crambidae.